# Congrès des États fédérés de Micronésie
Pour les autres articles nationaux ou selon les autres juridictions, voir Congrès (homonymie).
24e législature
Congrès de Micronésie
Le Congrès des États fédérés de Micronésie (en anglais : Congress of the Federated States of Micronesia, abrégé parfois en FSM Congress) est le parlement monocaméral des États fédérés de Micronésie. 
Sa première session s'est tenue à Kolonia, sur l'île de Pohnpei, le 10 mai 1979. Il se réunit dans la capitale du pays, Palikir.

## Origines
L'intégration des autochtones au gouvernement du territoire sous tutelle des îles du Pacifique s'est faite progressivement. La première participation directe de représentants des populations locales au gouvernement a lieu en 1949, à Guam, lorsque se tient une première conférence des administrateurs de districts. Chaque administrateur civil est accompagné de deux représentants locaux. De nouvelles conférences se tiennent en 1953 et 1954, toujours selon la même formule. En 1956, le Haut Commissaire du Territoire décide de rassembler les représentants des Micronésiens en une Conférence micronésienne inter-districts annuelle. En 1958, ses membres votent pour la renommer en Comité consultatif inter-districts auprès du Haut-Commissaire, puis en 1961 en Conseil de Micronésie,.
En 1964, le ministre de l'Intérieur décrète le Secretarial Order No. 2882 qui forme un Congrès monocaméral. Le premier Congrès se réunit le 12 juillet 1965 et adopte sa première loi, le drapeau du territoire (avec six étoiles). Puis en 1975, le Congrès convoque la Convention constitutionnelle, une Constituante à laquelle participent 60 dirigeants élus et traditionnels, Convention qui rédige une Constitution des États fédérés de Micronésie. Le 1er janvier 1977, un 7e district est créé par une loi du Congrès, celui de Kosrae. Le 1er avril 1978, le Commonwealth des îles Mariannes du Nord s'en sépare en choisissant des liens plus serrés avec les États-Unis, alors que les six districts restant optent pour une plus grande autonomie. Le 12 juillet 1978, exactement treize ans après sa première réunion, quatre des six districts ratifient la Constitution de la Convention. Au même moment, les représentants des six districts négocient un accord-cadre (en anglais : compact) de libre-association entre les Micronésiens et les États-Unis. À la suite des résultats du référendum, un Secretarial Order No. 3027 du 29 septembre 1978 constate le rejet de la Constitution par les Palaos et les Marshall tandis que les quatre districts centraux l'ont ratifié. Apparait alors un Congrès intérimaire, constitué à partir du VIIe Congrès, représentant uniquement ces quatre districts. Ce congrès intérimaire reste en place jusqu'à l'élection du Congrès constitutionnel en mars 1979.

## Installation
La séance inaugurale de ce Congrès se déroule le 15 mai 1979 sur le terrain de la Little League à Kolonia (Pohnpei), la nouvelle capitale de la nation.
En effet, le 10 mai 1979 à 10 h 20, lorsque le premier Congrès des FSM réunit ses chambres à Kolonia, quatre districts (sur six) des territoires sous tutelle obtiennent l'autonomie interne et ratifient une nouvelle constitution pour devenir les États fédérés de Micronésie ; les deux districts voisins des Palaos et des îles Marshall choisirent de ne pas participer à cette fédération, en ne ratifiant pas la constitution proposée, comme les Mariannes du Nord un an plus tôt. Le 11 mai 1979, le premier président et le premier vice-président des États fédérés de Micronésie sont élus par le Congrès, Ce sont les sénateurs Tosiwo Nakayama (de Chuuk) et Petrus Tun (de Yap). Comme ce sont des senator-at-large (c'est-à-dire des sénateurs élus pour quatre ans, alors que les sénateurs sont élus pour deux ans — chaque État élit un senator-at-large par législature), leurs deux sièges deviennent vacants et sont pourvus par deux élections partielles à Chuuk et à Yap le 13 juin 1979.

## Organisation, fonctions et pouvoirs
Le Congrès est un des trois pouvoirs, le législatif — les deux autres sont l'exécutif et le judiciaire. Le pouvoir législatif est fixé par l'article IX de la Constitution.
Il y a 14 membres élus au scrutin majoritaire uninominal à un tour dont dix sont élus pour deux ans dans des circonscriptions à siège unique, réparties entre les États au prorata de la population : Kosrae et Yap ont chacun un représentant, Pohnpei trois et Chuuk cinq. Quatre autres sénateurs "At-Large" sont élus, au nombre d'un par État, pour quatre ans.
Le Congrès élit son propre président qui porte le nom britannique de speaker. Ce speaker est secondé par un vice speaker et un floor leader[réf. nécessaire]. Le Congrès dispose de six commissions thématiques permanentes :
- voies et moyens ;
- affaires judiciaires et gouvernementales ;
- affaires extérieures ;
- santé, éducation et affaires sociales ;
- transports et Communications ;
- ressources et Développement[réf. nécessaire].

Chaque État a au moins un représentant dans chaque comité. Au début de chaque nouveau congrès, le speaker, en consultation avec les délégations des États, nomme les membres des commissions. Les comités tiennent des audiences sur les projets de loi et les résolutions sur des questions relevant de leurs compétences respectives et prennent des décisions les concernant. Un comité peut rapporter un projet de loi au congrès avec un avis favorable ou pour inciter à son classement. Il lui est également possible de le retenir indéfiniment en comité afin de le faire disparaître. Les présidents de ces commission sont donc des politiciens puissants.
Le congrès se réunit en deux sessions normales de 30 jours calendaires, une qui commence en mai et l'autre en octobre. Il peut aussi décider de sessions extraordinaires[réf. nécessaire].

## Membres

### Président
| Nom             | Période d'exercice         |
| --------------- | -------------------------- |
| Bethwel Henry   | 1979 - 1987                |
| Jack Fritz      | 1987 - 2003                |
| Peter Christian | 12 mai 2003 - 11 mai 2007  |
| Isaac V. Figir  | 11 mai 2007 - 11 mai 2013  |
| Dohsis Halbert  | 11 mai 2013 - 11 mai 2015  |
| Wesley Simina   | 11 mai 2015 - 11 mai 2023, |
| Esmond Moses    | 11 mai 2023 - en cours     |

### Membres
| État                | District               | Membre                                                 | Circonscriptions | Notes |
| ------------------- | ---------------------- | ------------------------------------------------------ | ---------------- | ----- |
| État de Chuuk       |                        |                                                        |                  |       |
| Sénateur (At-Large) | Fabian Nimea           | État de Chuuk                                          |                  |       |
| Un                  | Julio Marar            | Mortlocks                                              |                  |       |
| Deux                | Victory Gouland        | Namoneas du Nord                                       |                  |       |
| Trois               | Perpetua Konman        | Namoneas du Sud                                        |                  |       |
| Quatre              | Tiwiter Aritos         | Faichuk                                                |                  |       |
| Cinq                | Robson Romlow          | Oksoritod                                              |                  |       |
| État de Kosrae      |                        |                                                        |                  |       |
| Sénateur (At-Large) | Yoslyn Sigrah          | État de Kosrae                                         |                  |       |
| Un                  | Johnson Asher          | État de Kosrae                                         |                  |       |
| État de Yap         |                        |                                                        |                  |       |
| Sénateur (At-Large) | Joseph Urusemal        | État de Yap                                            |                  |       |
| Un                  | Andy Choor             | État de Yap                                            |                  |       |
| État de Pohnpei     |                        |                                                        |                  |       |
| Sénateur (At-Large) | Peter Christian        | État de Pohnpei                                        |                  |       |
| Un                  | Merlynn Abello-Alfonso | Kapingamarangi, Kolonia, Nukuoro, Sapwuahfik et Sokehs |                  |       |
| Deux                | Jermy Mudong           | Kitti et Madolenihmw                                   |                  |       |
| Trois               | Esmond Moses           | Mokil, Nett, Pingelap et Uh                            |                  |       |

### Autres références
1. 1 2 3  (en) John R. Haglelgam, « The FSM Constitution and the 2001 Constitutional Convention », sur comfsm.fm, College of Micronesia (consulté le 21 octobre 2020).
2. 1 2 3  (en) « Halbert new speaker of FSMs’ Eighteenth Congress », fsmcongress.fm (consulté le 21 avril 2015).
3. 1 2  (en) « Wesley Simina becomes new president of Micronesia », sur rnz.co.nz, Radio New Zealand, 12 mai 2023 (consulté le 12 mai 2023).